# 발바타상과
발바타상과(Valvatoidea)는 달팽이 상과의 하나로 민물과 바다에 서식하는 작은 달팽이를 포함하고 있다. 비공식군 하이새류에 속하는 수생 복족류 연체동물이다.

## 하위 분류
- 발바타과 (Valvatidae)
- 코르니로스트라과 (Cornirostridae)
- 히알로기리나과 (Hyalogyrinidae)
- † Provalvatidae